# Mordparta
Mordparta je slangové označení policejního oddělení, jehož členové mají na starosti objasňování vražd. V Praze se nazývá „První oddělení“ a čítá asi třicet kriminalistů. Ti jsou přiděleni k jednotlivým případům, jež oddělení objasňuje. Jestliže však vyšetřování trvá déle, tedy několik týdnů, a během nich dojde k vraždě další, může být některým kriminalistům souběžně přiřazen i druhý případ.
Při své práci členové mordparty spolupracují i s dalšími policejními odděleními. Mezi ně například patří oddělení pátračů nebo oddělení specializující se na loupeže a další násilnou trestnou činnost. Objasněnost případů se pohybuje na úrovni 95 procent.

## Odraz vkultuře
Některé z případů, jež toto oddělení policie řešilo, se stalo námětem pro seriál České televize nazvaný Případy 1. oddělení, jehož scenáristy jsou Jan Malinda a Josef Mareš, který byl v tu dobu skutečným vedoucím tohoto oddělení pražské kriminálky.
Pražská mordparta z období první republiky se objevila v televizním seriálu Hříšní lidé města pražského a v na něj navazujících filmech, inspektorům Mrázkovi, Brůžkovi a Boušemu zde šéfoval rada Vacátko. Pokračování seriálu neslo název Panoptikum Města pražského.
V roce 2016 začala televize Prima vysílat seriál Mordparta. Autorem scénáře je Tomáš Bombík.